# 저니 (밴드)
저니(영어: Journey)는 1973년 결성된 미국의 록 밴드이다. 샌프란시스코에서 닐 숀(Neal Schon)이 주축이 되어 4인조로 결성되었다.
1979년 발표한 5집 《Evolution》에서 〈Lovin', Touchin', Squeezin'〉과 〈Just The Same Way〉가 빌보드 싱글 차트에서 각각 16위, 58위에 오르면서 본격적으로 인기 상승가도를 달렸다.
1981년 발매한 7집 《Escape》는 빌보드 음반 차트 1위를 기록했으며, 〈Who's Crying Now〉와 〈Don't Stop Believin'〉이 각각 빌보드 싱글차트에서 4위와 9위를 기록하는 성과를 거두었다. 또한, 다음해 싱글커팅된 〈Open Arms〉가 빌보드 싱글차트 2위에 오르면서 대표적인 히트곡으로 자리잡았다.
1983년의 8집 《Frontiers》는 빌보드 앨범차트 2위와 영국 음반 차트 6위를 기록했으며, 〈Separate Ways〉, 〈Faithfully〉, 〈After the Fall〉, 〈Send Her My Love〉 등이 큰 인기를 얻었다.
1986년에는 9집 《Raised On Radio》를 발표하여 〈Be Good To Yourself〉와 〈Suzanne〉, 〈Happy To Give〉 등이 큰 인기를 얻었다.

## 음반 목록
- Journey (1975)
- Look into the Future (1976)
- Next (1977)
- Infinity (1978)
- Evolution (1979)
- Departure (1980)
- Escape (1981)
- Frontiers (1983)
- Raised on Radio (1986)
- Trial by Fire (1996)
- Arrival (2001)
- Generations (2005)
- Revelation (2008)
- Eclipse (2011)